# Lijst van olympische medaillewinnaars skateboarden
Skateboarden is een olympische sport, die op de Olympische Spelen wordt beoefend. Deze pagina geeft de lijst van olympische medaillewinnaars in deze sport.

## Medaillewinnaars

### Mannen

#### Park
| Editie | Goud | Goud          | Zilver | Zilver       | Brons | Brons        |
| ------ | ---- | ------------- | ------ | ------------ | ----- | ------------ |
| 2020   | AUS  | Keegan Palmer | BRA    | Pedro Barros | USA   | Cory Juneau  |
| 2024   | AUS  | Keegan Palmer | USA    | Tom Schaar   | BRA   | Augusto Akio |

| Land | Goud | Zilver | Brons |
| ---- | ---- | ------ | ----- |
| AUS  | 2    | 0      | 0     |
| BRA  | 0    | 1      | 1     |
| USA  | 0    | 1      | 1     |

| Succesvolste        | Meervoudige |
| ------------------- | ----------- |
| 2-0-0 Keegan Palmer |             |

#### Street
| Editie | Goud | Goud          | Zilver | Zilver         | Brons | Brons        |
| ------ | ---- | ------------- | ------ | -------------- | ----- | ------------ |
| 2020   | JPN  | Yuto Horigome | BRA    | Kelvin Hoefler | USA   | Jagger Eaton |
| 2024   | JPN  | Yuto Horigome | USA    | Jagger Eaton   | USA   | Nyjah Huston |

| Land | Goud | Zilver | Brons |
| ---- | ---- | ------ | ----- |
| JPN  | 2    | 0      | 0     |
| USA  | 0    | 1      | 2     |
| BRA  | 0    | 1      | 0     |

| Succesvolste        | Meervoudige        |
| ------------------- | ------------------ |
| 2-0-0 Yuto Horigome | 0-1-1 Jagger Eaton |

### Vrouwen

#### Park
| Editie | Goud | Goud            | Zilver | Zilver        | Brons | Brons     |
| ------ | ---- | --------------- | ------ | ------------- | ----- | --------- |
| 2020   | JPN  | Sakura Yosozumi | JPN    | Kokona Hiraki | GBR   | Sky Brown |
| 2020   | AUS  | Arisa Trew      | JPN    | Kokona Hiraki | GBR   | Sky Brown |

| Land | Goud | Zilver | Brons |
| ---- | ---- | ------ | ----- |
| JPN  | 1    | 2      | 0     |
| AUS  | 1    | 0      | 0     |
| GBR  | 0    | 0      | 2     |

| Succesvolste | Meervoudige                         |
| ------------ | ----------------------------------- |
|              | 0-2-0 Kokona Hiraki 0-0-2 Sky Brown |

#### Street
| Editie | Goud | Goud           | Zilver | Zilver      | Brons | Brons         |
| ------ | ---- | -------------- | ------ | ----------- | ----- | ------------- |
| 2020   | JPN  | Momiji Nishiya | BRA    | Rayssa Leal | JPN   | Funa Nakayama |
| 2024   | JPN  | Coco Yoshizawa | JPN    | Liz Akama   | BRA   | Rayssa Leal   |

| Land | Goud | Zilver | Brons |
| ---- | ---- | ------ | ----- |
| JPN  | 2    | 1      | 1     |
| BRA  | 0    | 1      | 1     |

| Succesvolste | Meervoudige       |
| ------------ | ----------------- |
|              | 0-1-1 Rayssa Leal |

Tokio 2020  · 
Parijs 2024  · 
Los Angeles 2028
Medaillewinnaars 